# Ceropegia kachinensis
Ceropegia kachinensis là một loài thực vật có hoa trong họ La bố ma. Loài này được Prain mô tả khoa học đầu tiên năm 1900.